# فرودگاه استکهلم-واستراس
فرودگاه استکهلم-واستراس (به انگلیسی: Stockholm-Västerås Airport) (به زبان بومی: Stockholm-Västerås flygplats) یک فرودگاه همگانی مسافربری با کد یاتا VST است که یک باند فرود آسفالت دارد و طول باند آن ۲۵۸۱ متر است. این فرودگاه در شهر وستروس کشور سوئد قرار دارد و در ارتفاع ۶ متری از سطح دریا واقع شده است.